# فیلم‌شناسی جیمی فاکس

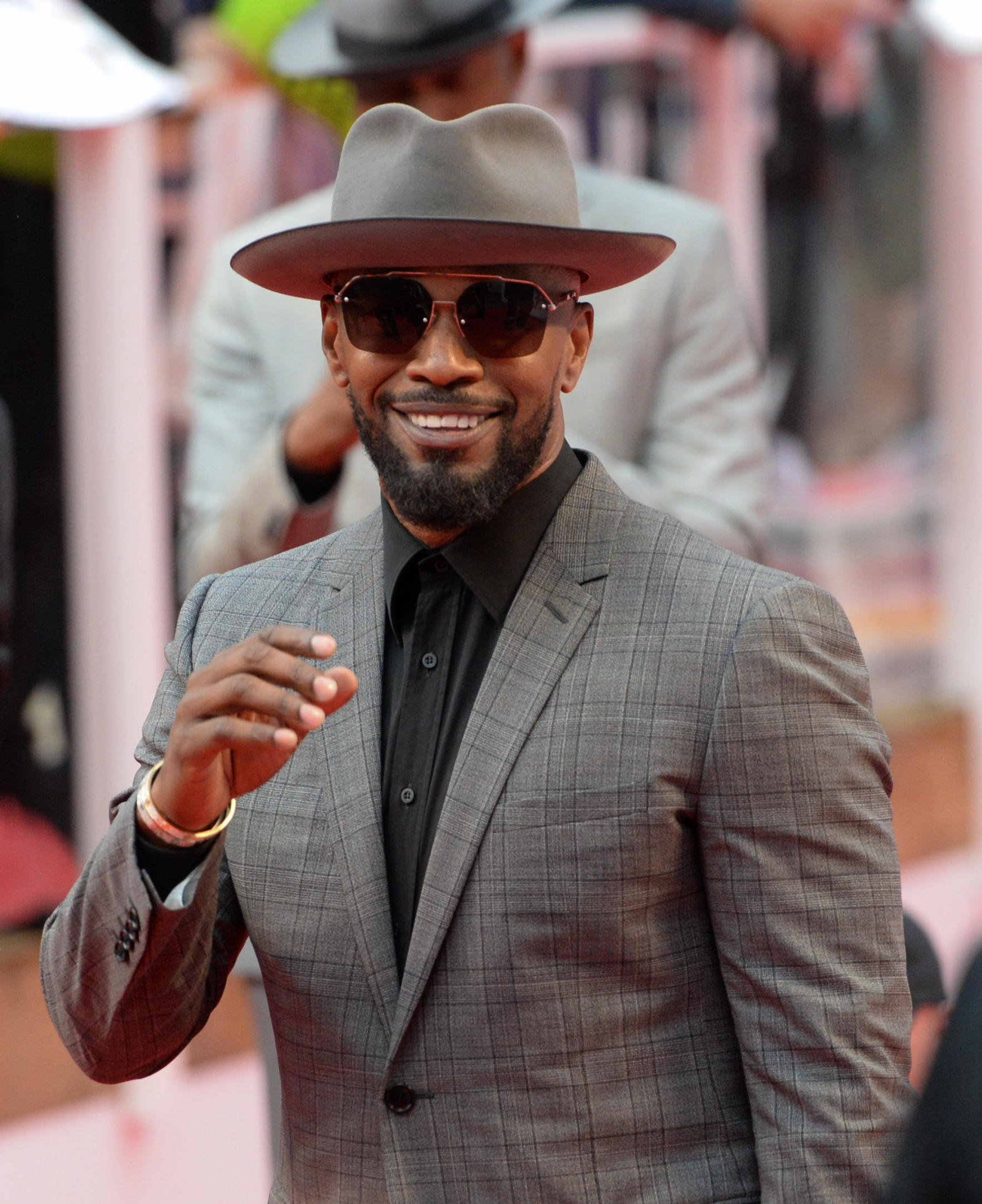
فاکس در جشنواره بین‌المللی فیلم تورنتو ۲۰۱۹

فیلم‌شناسی بازیگر، خواننده، ترانه‌سرا، تهیه‌کننده و کمدین آمریکایی، جیمی فاکس در زیر آمده‌است.

## فیلم
| سال  | عنوان                          | نام نقش (به انگلیسی)           | توضیحات                               | منابع       |
| ---- | ------------------------------ | ------------------------------ | ------------------------------------- | ----------- |
| ۱۹۹۲ | اسباب بازی‌ها                   | Baker                          |                                       |             |
| ۱۹۹۶ | حقیقت در مورد گربه‌ها و سگ‌ها    | Ed                             |                                       |             |
| ۱۹۹۶ | اعتیاد به سفید بزرگ            | Hassan El Ruk'n                |                                       |             |
| ۱۹۹۷ | به‌سوی شهوت                     | Bunz                           |                                       |             |
| ۱۹۹۸ | باشگاه بازیکنان                | Blue                           |                                       |             |
| ۱۹۹۹ | هر یکشنبه کذایی                | Willie Beamen                  |                                       |             |
| ۲۰۰۰ | هلد آپ                         | Michael                        |                                       |             |
| ۲۰۰۰ | طعمه                           | Alvin Sanders                  |                                       |             |
| ۲۰۰۱ | علی                            | Drew Bundini Brown             |                                       |             |
| ۲۰۰۳ | سایه                           | Larry Jennings                 |                                       |             |
| ۲۰۰۴ | شکستن همه قوانین               | Quincy Watson                  |                                       |             |
| ۲۰۰۴ | وثیقه                          | Max                            |                                       |             |
| ۲۰۰۴ | ری                             | Ray Charles                    |                                       |             |
| ۲۰۰۵ | نهان                           | Lt. Henry Purcell              |                                       |             |
| ۲۰۰۵ | جارهد                          | Staff Sgt. Sykes               |                                       |             |
| ۲۰۰۶ | میامی وایس                     | Ricardo Tubbs                  |                                       |             |
| ۲۰۰۶ | دختران رؤیایی                  | Curtis Taylor, Jr.             |                                       |             |
| ۲۰۰۷ | پادشاهی                        | Ronald Fleury                  |                                       |             |
| ۲۰۰۹ | تکنواز                         | Nathaniel Ayers                |                                       |             |
| ۲۰۰۹ | شهروند مطیع قانون              | Nick Rice                      |                                       |             |
| ۲۰۱۰ | روز ولنتاین                    | Kelvin Moore                   |                                       |             |
| ۲۰۱۰ | موعد مقرر                      | Darryl                         |                                       |             |
| ۲۰۱۰ | من هنوز اینجا هستم             | Himself                        | مستندنما                              |             |
| ۲۰۱۱ | ریو                            | Nico (voice)                   |                                       |             |
| ۲۰۱۱ | رئیس‌های وحشتناک                | Dean "MF" Jones                |                                       |             |
| ۲۰۱۲ | جنگوی زنجیرگسسته               | Django Freeman                 |                                       |             |
| ۲۰۱۳ | سقوط کاخ سفید                  | President James Sawyer         |                                       |             |
| ۲۰۱۴ | ریو ۲                          | Nico (voice)                   |                                       |             |
| ۲۰۱۴ | مرد عنکبوتی شگفت‌انگیز ۲        | Electro                        |                                       |             |
| ۲۰۱۴ | یک میلیون راه برای مردن در غرب | Django Freeman                 | کموی بی اعتبار                        |             |
| ۲۰۱۴ | رئیس‌های وحشتناک ۲              | Dean "MF" Jones                |                                       |             |
| ۲۰۱۴ | آنی                            | William Stacks                 |                                       |             |
| ۲۰۱۷ | بی‌خواب                         | Vincent Downs                  |                                       |             |
| ۲۰۱۷ | به زندگی من خوش آمدید          | Himself                        | مستند                                 |             |
| ۲۰۱۷ | بیبی راننده                    | Leon "Bats" Jefferson III      |                                       |             |
| ۲۰۱۸ | سامورایی تسوشیما               | Jungata (voice)                | (به انگلیسی: The Samurai of Tsushima) |             |
| ۲۰۱۸ | رابین هود                      | Little John                    |                                       |             |
| ۲۰۱۹ | پدرخوانده سیاه                 | Himself                        | مستند                                 |             |
| ۲۰۱۹ | فقط رحمت                       | Walter McMillian               |                                       |             |
| ۲۰۱۹ | کیوتی‌۸: د فرست اِیت             | Himself                        | مستند                                 | [ ۱ ]       |
| ۲۰۲۰ | پروژه قدرت                     | Art Reilly                     |                                       |             |
| ۲۰۲۰ | روح                            | Joseph "Joe" Gardner (voice)   |                                       |             |
| ۲۰۲۱ | مرد عنکبوتی: راهی به خانه نیست | Maxwell "Max" Dillon / Electro |                                       |             |
| ۲۰۲۲ | شیفت روز                       | Bud Jablonski                  | همچنین تهیه‌کننده اجرایی               | [ ۲ ] [ ۳ ] |
| ۲۰۲۳ | خدا یک گلوله است               | The Ferryman                   |                                       |             |
| ۲۰۲۳ | آنها تایرون را شبیه‌سازی کردند  | Slick Charles                  | همچنین تهیه‌کننده                      |             |
| ۲۰۲۳ | ولگردها                        | Bug (voice)                    |                                       |             |
| ۲۰۲۳ | خاک‌سپاری                       | Willie E. Gary                 | همچنین تهیه‌کننده                      |             |
| ۲۰۲۳ | فیلم کلیسای دیگری نیست         | God                            | پس تولید                              | [ ۴ ]       |
| TBA  | گیجی                           | —                              | فقط تهیه‌کننده؛ پس تولید               |             |
| TBA  | سرباز حلبی                     | Bokushi                        | پس تولید                              |             |
| TBA  | بازگشت به مبارزه               |                                | پس تولید؛ همچنین تهیه‌کننده اجرایی     |             |
| TBA  | گورو تیلز                      | Biggz                          | فیلمبرداری؛ همچنین تهیه‌کننده          |             |

| به آثاری اشاره دارد که در حال حاضر منتشر نشده‌اند | به آثاری اشاره دارد که در حال حاضر منتشر نشده‌اند |

## تلویزیون
| سال        | عنوان                          | نقش                     | توضیحات                   | منابع |
| ---------- | ------------------------------ | ----------------------- | ------------------------- | ----- |
| ۱۹۹۱–۱۹۹۴  | رنگ‌های زنده                    | مختلف                   | از بازیگران اصلی؛ ۹۵ قسمت |       |
| ۱۹۹۶–۱۹۹۷  | سومین سنگ بعد از خورشید        | دیمون ویتاکر (بی‌اعتبار) | ۲ قسمت                    |       |
| ۲۰۰۰، ۲۰۱۲ | پخش زنده شنبه شب               | خودش (میزبان)           | ۲ قسمت                    |       |
| ۲۰۰۶       | سسمی استریت                    | خودش                    | یک قسمت                   |       |
| ۲۰۰۷       | شمارش معکوس کریسمس المو        | خودش                    | ویژه برنامه تلویزیون      |       |
| ۲۰۱۵       | جوایز موسیقی رادیو آی‌هارت ۲۰۱۵ | خودش (میزبان)           | ویژه برنامه تلویزیون      |       |

## موزیک ویدئو
| سال  | عنوان                     | هنرمند                    | منابع |
| ---- | ------------------------- | ------------------------- | ----- |
| ۲۰۰۵ | تیغ‌زن                     | کانیه وست                 |       |
| ۲۰۱۰ | ما دنیاییم ۲۵ برای هائیتی | ما دنیاییم ۲۵ برای هائیتی |       |
| ۲۰۱۰ | یس                        | ال‌ام‌اف‌ای‌او                |       |
| ۲۰۱۷ | پشیمان‌ام نیستم            | دمی لواتو                 |       |
| ۲۰۱۸ | واک ایت تاک ایت           | میگوس با همکاری دریک      |       |